# Leela Zero
Leela Zero és un programa informàtic de Go gratuït i de codi obert llançat el 25 d'octubre de 2017. Està desenvolupat pel programador belga Gian-Carlo Pascutto, l'autor del motor d'escacs Sjeng i el motor Go Leela.
L'algoritme de Leela Zero es basa en l'article de DeepMind del 2017 sobre AlphaGo Zero. A diferència del Leela original, que té molts coneixements humans i heurístics programats, el codi del programa de Leela Zero només coneix les regles bàsiques i res més. El coneixement que fa de Leela Zero un jugador fort està contingut en una xarxa neuronal, que s'entrena a partir dels resultats de jocs anteriors que va jugar el programa.
Leela Zero s'entrena mitjançant un esforç distribuït, que es coordina al lloc web de Leela Zero. Els membres de la comunitat proporcionen recursos informàtics mitjançant l'execució del client, que genera oartides de joc propi i els envia al servidor. Les partides d'auto-joc s'utilitzen per entrenar xarxes més noves. En general, més de 500 clients s'han connectat al servidor per aportar recursos. La comunitat també ha proporcionat contribucions de codi d'alta qualitat.
Leela Zero va acabar tercera al BerryGenomics Cup World AI Go Tournament a Fuzhou, Fujian, Xina, el 28 d'abril de 2018. The New Yorker a finals del 2018 va caracteritzar Leela i Leela Zero com "els motors Go de codi obert més exitosos del món".
A principis del 2018, un altre equip va ramificar Leela Chess Zero des de la mateixa base de codi, també per verificar els mètodes del document AlphaZero aplicats al joc dels escacs. L'ús de les TPU de Google per part d'AlphaZero va ser substituït per una infraestructura de crowdsourcing i la possibilitat d'utilitzar GPU de targetes gràfiques mitjançant la biblioteca OpenCL. Tot i així, s'espera que trigui un any d'entrenament multitudinari per compensar la dotzena d'hores que AlphaZero va poder entrenar per al seu matx d'escacs al diari.